# Zuara
Zuara of Zuwarah is een stad in Libië met ongeveer 180.000 inwoners. De stad ligt in het district An Nuqat al Khams op ongeveer 60 km van de Tunesische grens en 100 km ten westen van de hoofdstad Tripoli.
De inwoners spreken het Zuara, een dialect van het Zenati Berber en bestaan hoofdzakelijk uit Ibadis.